# Controvérsia dos três governadores
A Controvérsia dos três governadores foi uma crise política ocorrida no estado americano da Geórgia entre 1946 e 1947. Em 21 de dezembro de 1946, Eugene Talmadge, o governador-eleito da Geórgia morreu antes de tomar posse do cargo. A constituição estadual não especificava quem assumiria o cargo nessa situação, então três homens reinvidicaram o cargo de governador: Ellis Arnall, o incumbente que estava de saída; Melvin E. Thompson, o vice governador eleito; e Herman Talmadge, o filho de Eugene Talmadge (ele havia sido eleito para o cargo pela Assembleia Geral da Geórgia). A suprema corte do estado decidiu que Thompson era o governador por direito e a realização de uma eleição especial em 1948.